# واشاری
واشاری (به لاتین: Waxxari) یک منطقهٔ مسکونی در چین است که در شهرستان رووچیانگ واقع شده‌است. واشاری ۵٬۸۸۶ نفر جمعیت دارد.